# Озеро Надії

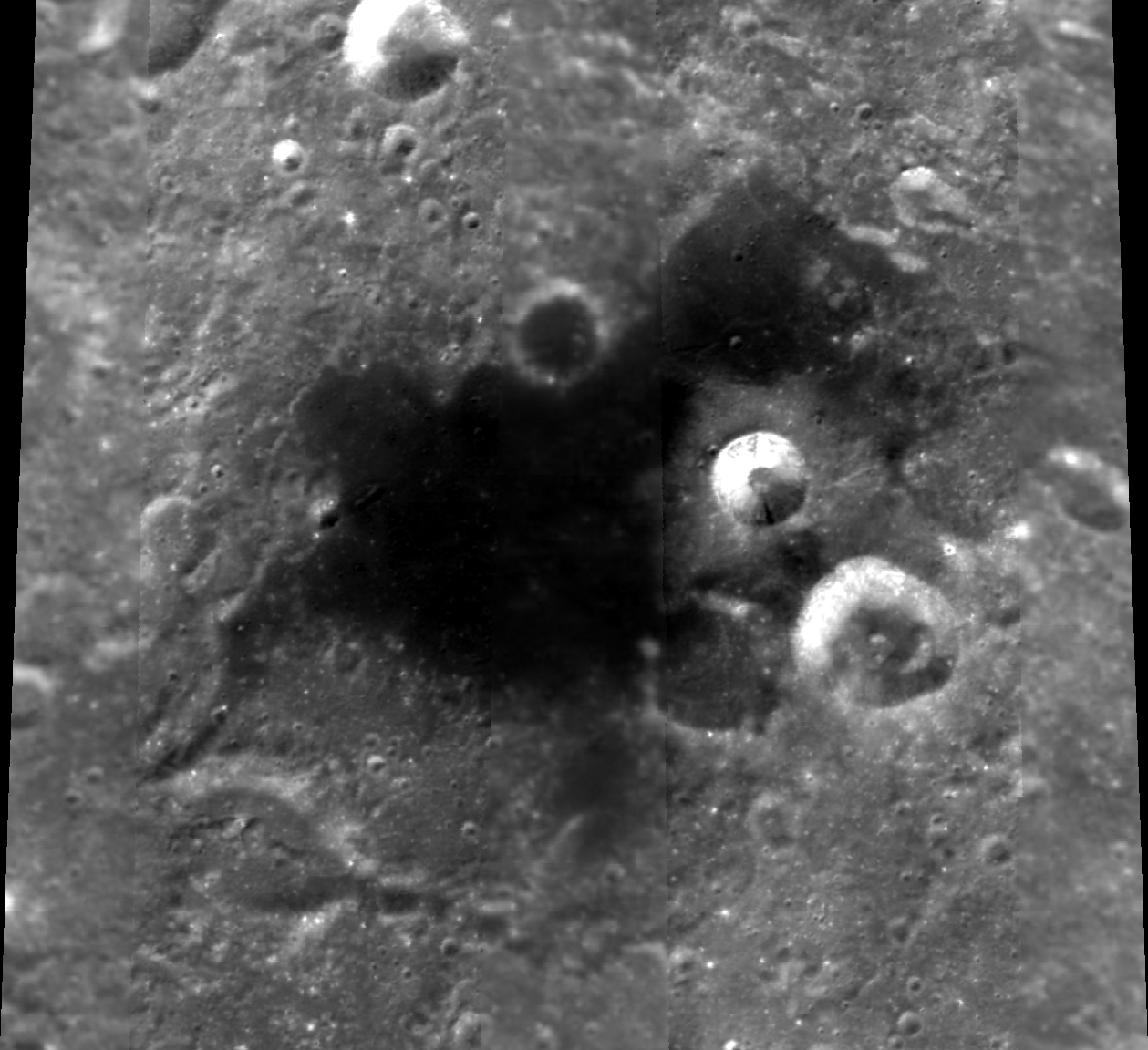
Мозаїка знімків «Клементини», зроблених при високому Сонці

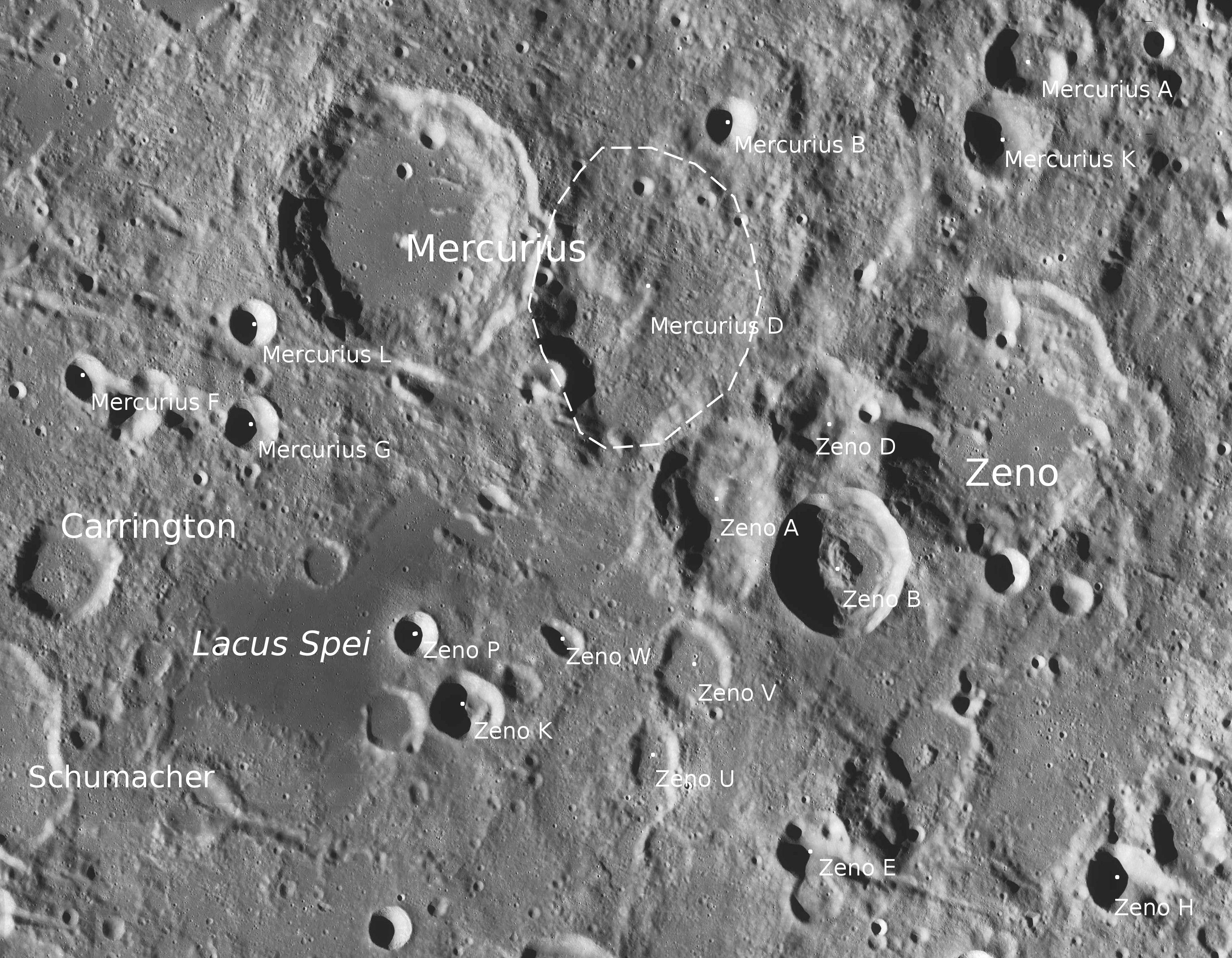
Карта Озера Надії та околиць

Озеро Надії (лат. Lacus Spei) — маленька морська ділянка на Місяці, біля північно-східного краю видимого боку. Розмір — близько 80×50 км. Вирізняється серед сусідніх озер темнішою поверхнею.

## Назва
1976 року Міжнародний астрономічний союз затвердив сучасну назву цього озера. Цьому передувала заплутана історія його перейменовувань.
Ймовірно, саме цей об'єкт Ян Гевелій 1647 року назвав Нижнім Гіперборейським Озером (лат. Lacus Hyperboreus Inferior), а Джованні Річчолі 1651 року — Меркурієм (Mercurius). Друге ім'я згодом перейшло на сусідній кратер. 1834 року Йоганн Генріх фон Медлер, розглядаючи це озеро як кратер, назвав його «Струве» (Struve) — ймовірно, на честь Фрідріха Георга Вільгельма Струве. На початку 20 століття Юліус Генріх Франц переніс цю назву на один із сусідніх кратерів, а озеро назвав Морем Струве (Mare Struve). 1935 року Міжнародний астрономічний союз у першому своєму каталозі місячних назв залишив його під назвою «Струве», але 1964 року все ж ухвалив назву «Море Струве» (перемістивши ім'я «Струве» на далекий кратер, що раніше називався «Отто Струве»). 1976 року МАС знову перейменував об'єкт, назвавши його Озером Надії (Lacus Spei) з коментарем, що раніше воно звалося Озером Струве (Lacus Struve).

## Розташування й суміжні об'єкти
Координати центра Озера Надії — 43°30′ пн. ш. 65°12′ сх. д. / 43.5° пн. ш. 65.2° сх. д.. У його околицях є й інші морські ділянки, найбільша з яких — Озеро Вічності за 80 км на північний захід. Найближчі до Озера Надії кратери з власним іменем: Меркурій на півночі, Зенон на північному сході, Мессала та Шумахер на південному заході, Керрінгтон на заході. Крім того, навколо озера розкидані численні сателіти цих кратерів. Два з них — Зенон P та Зенон K — лежать на його східному березі. Це єдині його найменовані кратери станом на 2022 рік.

## Опис
Озеро Надії має неправильну форму з виступом на північний схід. На відміну від більшості інших морських ділянок Місяця, воно, наскільки можна побачити, розташоване не в кратері, і причина його появи неясна.
Це озеро суттєво темніше за всі сусідні. Лише його східна частина дещо замаскована викидами яскравого 11-кілометрового кратера Зенон P. Трапляються по його берегах і кратери, затоплені його лавою. На півночі озера видно невеликі гряди.
Поверхня Озера Надії лежить на 1,7–1,9 км нижче за місячний рівень відліку висот, приблизно на одному рівні з сусіднім Озером Вічності.
За оцінкою 1987 року, сучасний лавовий покрив Озера Надії (як і більшості інших морських ділянок Місяця) утворився в пізньоімбрійській епосі.